# Дорошівка (Вознесенський район)
Дорошівка (до 1946 — Арнаутівка) — село в Україні, у Вознесенському районі Миколаївської області. Населення становить 2083 осіб. З 2016 року — центр Дорошівської сільської громади.

## Історія
Село розташоване на лівому березі Південного Бугу, в 16 кілометрах на південний схід від міста Вознесенськ. До 1946 року мало назву Арнаутівка і було одним з семи поселень, заселених 1775 року арнаутами — бузькими козаками.
Під час німецько-радянської війни на фронт пішли 240 жителів села, 133 з них отримали державні нагороди, 151 —загинув. Командиру танкового батальйону майору П. М. Свірьопкіну, машини якого одними з перших пройшли в Берлін, був удостоєний звання Героя Радянського Союзу.
Під час окупації на території села розташовувалися два концентраційних табори для радянських військовополонених. Деякі жителі села діяли в складі підпільної партизанської групи села Білоусівки.

## Населення

### Мова
Розподіл населення за рідною мовою за даними перепису 2001 року:
| Мова            | Кількість | Відсоток |
| --------------- | --------- | -------- |
| українська      | 1948      | 93.52%   |
| російська       | 90        | 4.32%    |
| румунська       | 32        | 1.54%    |
| вірменська      | 5         | 0.24%    |
| білоруська      | 3         | 0.14%    |
| ромська         | 2         | 0.10%    |
| інші/не вказали | 3         | 0.14%    |
| Усього          | 2083      | 100%     |

## Пам'ятки

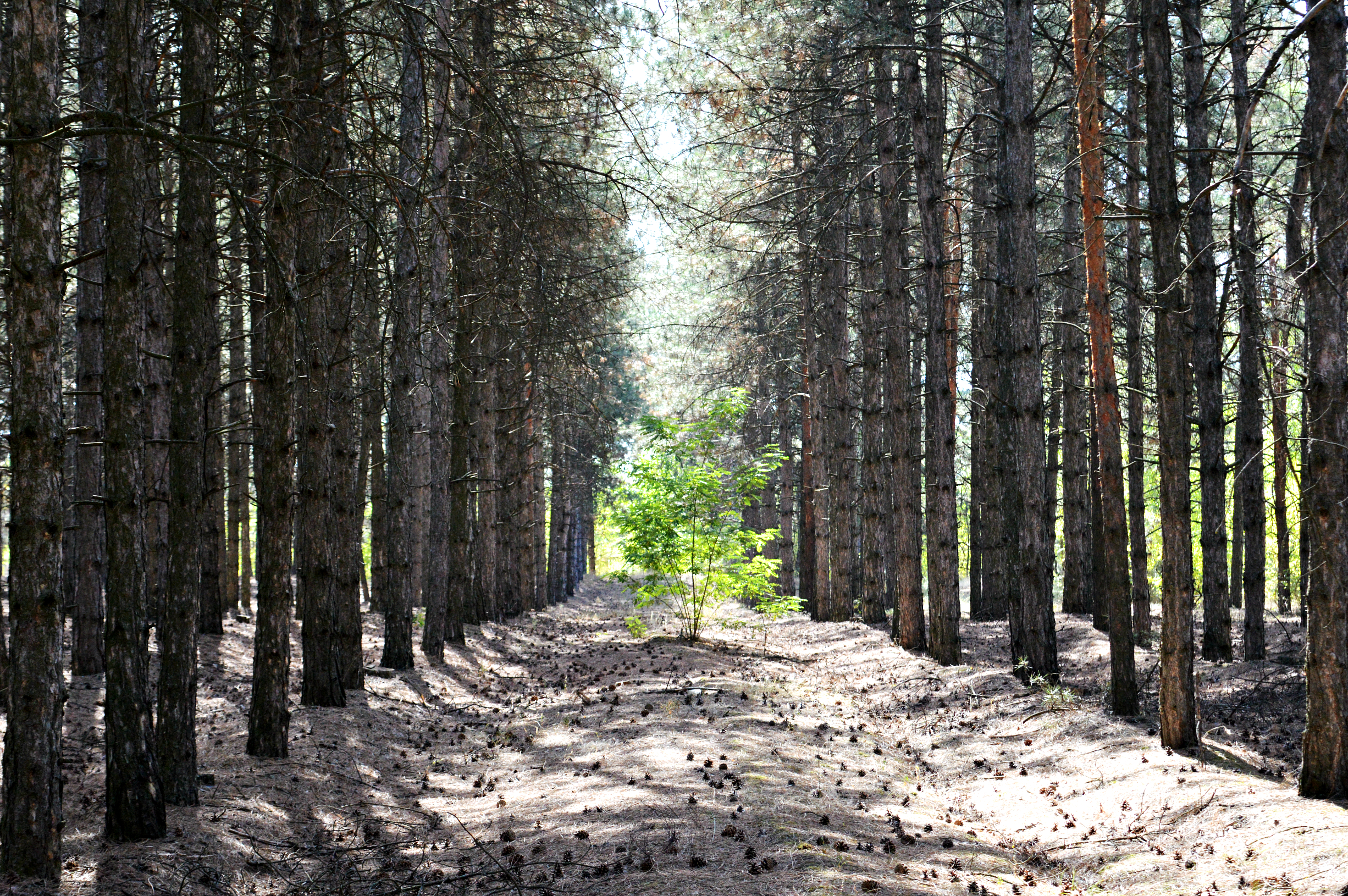
У лісовому заказнику «Дорошівка»

На схід від села розташований лісовий заказник місцевого значення «Дорошівка».
Неподалік Дорошівки розташовується стародавній курган, в якому було знайдено сосуди і виявлено сліди поселення епохи бронзи (II тисячоліття до н. е.) і скіфських часів (IV–III віки до н. е.)

## Особистості
У селі народилися:
- Павло Михайлович Свірьопкін — Герой Радянського Союзу.
- Сліпченко Клавдія Сергіївна — колгоспниця, депутат Верховної Ради УРСР 1-го скликання.